# Душа на света
 Тази статия е за дхармичната концепция за душата на света.  За други значения вижте Душа на света (пояснение).
Душата на света (на английски: world soul; на гръцки: ψυχὴ κόσμου; на латински: anima mundi) е, според няколко мисловни школи, връзка, присъща за всички живи същества на планетата, която се отнася към нашия свят по много подобен начин, по който душата е свързана с човешкото тяло. Идеята произлиза от Платон и е била важен компонент на повечето неоплатонически системи:
| „ | Следователно, ние можем логически да изкажем, че: този свят наистина е живо същество, надарено с душа и интелигентност ... единна видима същност, която включва всички останали живи същности, които по своята природа всички са свързани. | “ |

Стоиците вярвали, че то е единствената витална сила във вселената. Подобни концепции важат също и в системи от източната философия в Брахманите – Атман от индуизма, Будистката природа в махаянския будизъм и в Школата на ин-ян, таоизма и Неоконфуцианство като чи.
Други прилики могат да бъдат намерени в мислите на херметическите философи като Парацелз, а и при Барух Спиноза, Готфрид Лайбниц, Фридрих Шелинг и у „гайста“ на Хегел („Дух“/„Ум“). Има и сходства с идеи, разработени от 1960-те години насам от теоретици на Гея като Джеймс Лавлок.